# Przemysław Sokół
Przemysław Sokół (ur. 21 września 1980 w Krakowie) – polski trębacz, kompozytor, multiinstrumentalista.

## Życiorys
Edukację muzyczną rozpoczął w 1987 r. w Państwowej Podstawowej Szkole Muzycznej im. I.J. Paderewskiego w Krakowie w klasie fortepianu. W 1994 rozpoczął naukę gry na trąbce w Państwowym Liceum Muzycznym im. F. Chopina w Krakowie. W 2005 roku ukończył z wyróżnieniem Akademię Muzyczną w Krakowie na wydziale instrumentalnym, specjalność trąbka. Współtworzył formację Frittata (2007-2012), którą Nigell Kennedy rekomendował jako „przyszłość polskiego jazzu”, zapraszając do Londynu na Nigel Kennedy’s Polish Weekend. W 2011 r. założył zespół Sokół Orkestar. Grupa wykonuje utwory w stylu Balkan Brass, łącząc muzykę etniczną z elementami funky/pop. Na repertuar zespołu składają się w większości autorskie utwory Przemka Sokoła. W warstwie literackiej charakterystyczne jest częste sięganie do tekstów o charakterze satyrycznym.
W 2014 roku zespół Sokół Orkestar zajął II miejsce na legendarnym festiwalu trębaczy w Gučy (Serbia) w kategorii międzynarodowej, jako pierwsza w historii grupa spoza Bałkanów.
Współpracował z wieloma wybitnymi osobowościami polskiej sceny muzycznej, m.in. Katarzyną Gärtner, Justyną Steczkowską, Renatą Przemyk czy Maciejem Maleńczukiem, z którym nagrał płytę „Jazz for Idiots”. Płyta w 2018 roku uzyskała status platynowej.
Kompozytor muzyki teatralnej. Współpracuje z teatrem im. Witkacego w Zakopanem i im. Juliusza Słowackiego w Krakowie oraz Teatrem Śląskim im. Stanisława Wyspiańskiego w Katowicach. Jest twórcą muzyki do takich spektakli jak: „Piąta strona świata”, „Inwazja jaszczurów”, „Western”, „down_us”, „Kabaret horyzontalny”, „Czy ty to ty”.
Za muzykę do spektaklu „Piąta strona świata” otrzymał nagrodę na Festiwalu Prapremier w Bydgoszczy w 2013 roku.

## Twórczość

### Zespoły
- Frittata
- Sokół Orkestar
- Jazz for Idiots
- Justyna Steczkowska – „Acoustic band” i „Orkiestra Cygańska”
- Nic do ukrycia
- Bakshish

### Wybrana dyskografia
- Frittata (2011)
- Slavic Soul (2011)[9]
- Nic do ukrycia (2014)
- Wariacka miłość (2016)[10]
- Jazz for Idiots (2016)[11]

### Jako muzyk sesyjny
- Abomej – Jakub Żak (2000)[12]
- Bez udziału gwiazd – Agnieszka Chrzanowska (2009)[13]
- Kto nie pije z kolegami – Lala i Jevo Kamanda (2009)[14]
- Psychocountry – Maciej Maleńczuk (2012)[15]
- Hush Hush – Max Klezmer Band (2012)
- Obrazki ze szczytów (2013)[16]